# Rietine
Rietine – wieś w środkowych Włoszech, w regionie Toskania, w prowincji Siena, gminie Gaiole in Chianti. Według danych z 2016 roku zamieszkują ją 70 osób.